# Ellora Torchia
Rashmika Ellora Torchia (* April 1992 in London) ist eine britische Schauspielerin. 

## Leben und Karriere
Torchias Vater, ein Koch, ist schweizerisch-italienisch, ihre Mutter eine Lehrerin und südafrikanisch-indischer Herkunft; sie selbst wurde in London geboren. Beide Eltern wurden, nachdem sie sich kennengelernt hatten, gemeinsam vegan. Sie haben vier Töchter und erzogen diese von Geburt an ebenfalls vegan.  Die Familie lebte während ihrer Kindheit nomadisch jeweils für ein halbes Jahr in verschiedenen Ländern wie Sri Lanka, Japan, Tunesien und Indien. Als sie dreizehn Jahre alt war, zog die Familie zurück in das Vereinigte Königreich, wo Torchia zunächst bis 18 als Boxerin trainierte, während sie auf eine Tanzschule ging.
Danach schrieb sie sich an die Royal Academy of Dramatic Art ein, von der sie 2014 graduierte. In ihrem letzten Jahr dort erhielt sie einen Agenten und durch diesen erste längere Serienrollen in Indischer Sommer und Beowulf. Sie ging nach Paris, wo sie Rollen in den Filmen Les Cowboys und Our Happy Holidays spielte. 2021 hatte sie eine Hauptrolle in dem Film In the Earth neben Joel Fry, mit dem sie für einen British Independent Film Award nominiert wurde, und trat in den Filmen Crisis und Ali & Ava auf. Screen Daily listete sie dafür als eine der Stars of Tomorrow 2021 und die British Academy of Film and Television Arts als Breakthrough Artist. Weitere Serienrollen folgten etwa in Das Gold neben Dominic Cooper und in House of the Dragon.
Neben dem Schauspiel vor der Kamera tritt sie seit 2016 auch auf Londoner Theaterbühnen auf. 2018 verbrachte sie ein Jahr am Globe Theatre. Mit The Two Noble Kinsmen dort wurde sie für einen Ian Charleson Award nominiert. 2024 spielte sie am Almeida Theatre in zwei thematisch zusammengestellten Stücken der Young and Angry Season (jung und wütend), darunter die weibliche Hauptrolle in Looking Back in Anger neben Billy Howle.
2019 gründeten Torchia und ihr Vater das vegane und nachhaltige Unternehmen the’artyvegan mit selbsthergestelltem Tofu und Produkten aus Sojabohnen.

## Theaterauftritte
- 2016: Boys Will Be Boys (Bush Theatre)
- 2017: The Treatment (Almeida Theatre)
- 2018: The Two Noble Kinsmen (Globe Theatre)
- 2018: All’s Well That Ends Well (Globe Theatre)
- 2024: Roots (Almeida Theatre)
- 2024: Look Back in Anger (Almeida Theatre)

## Filmografie
- 2010: Spooks – Im Visier des MI5 (Spooks, Fernsehserie, 1 Episode)
- 2014: Der Verdacht des Mr. Whicher (The Suspicions of Mr. Whicher, Fernsehfilmreihe, 1 Episode)
- 2015: Inspector Banks (DCI Banks, Fernsehserie, 2 Episoden)
- 2015: Indischer Sommer (Indian Summers, Fernsehserie, 9 Episoden)
- 2015: Les Cowboys
- 2016: Beowulf (Fernsehserie, 13 Episoden)
- 2017: Broadchurch (Fernsehserie, 1 Episode)
- 2018: Our Happy Holidays
- 2018–2020: The Split – Beziehungsstatus ungeklärt (The Split, Fernsehserie, 12 Episoden)
- 2019: Midsommar
- 2019: Dark Money (Miniserie, 1 Episode)
- 2021: In the Earth
- 2021: Crisis
- 2021: The Nevers (Fernsehserie, 1 Episode)
- 2021: Ali & Ava
- 2021: On the Edge (Miniserie, 1 Episode)
- 2022: Infiniti (Miniserie, 6 Episoden)
- 2022: Grantchester (Fernsehserie, 3 Episoden)
- 2023: Das Gold (The Gold, Fernsehserie, 5 Episoden)
- 2024: A Real Pain
- 2024: House of the Dragon (Fernsehserie, 4 Episoden)
- 2024: Generation Z (Fernsehserie, 1 Episode)
- 2024: Dalgliesh (Fernsehserie, 2 Episoden)
- 2025: Silent Witness (Fernsehserie, 1 Episode)

## Nominierungen
Theater
- 2019: Ian Charleson Award: Commendation für The Two Noble Kinsmen

Film/Fernsehen
- 2021: British Independent Film Award: Nominierung als Breakthrough Performance für In the Earth